# Jean François Probst
Jean François Probst (Ciutat de Luxemburg, 28 de juny de 1776 - 5 de febrer de 1842) va ser un polític luxemburguès. Va ocupar el càrrec com a alcalde de la ciutat de Luxemburg del 1802 al 1803.